# Ferrari 458 Italia
Ferrari 458 Italia — спортивный автомобиль, представленный в 2009 году на Франкфуртском автосалоне. Модельный год среднемоторного купе заявлен как 2010, производство и продажи стартовали в 2009 году. По данным на начало сентября 2010 года продано около 1 200 экземпляров.

## Технические характеристики
Купе 458 Italia построено по традиционной среднемоторной схеме, дающей оптимальную развесовку по осям. Машина создана при участии ателье Pininfarina. Модель 458 Italia стала первой в производственной программе Ferrari, которая оснащается перспективным силовым агрегатом с непосредственным впрыском топлива. Двигатель — восьмицилиндровый, объёмом 4499 см³ и мощностью 570 л. с. Разгон от 0 до 100 км/ч занимает 3,4 сек., максимальная скорость — 325 км/ч. Средний расход топлива составляет 13,7 л на 100 км, что значительно меньше, чем у предыдущей модели, Ferrari F430.
Машина оснащается семиступенчатой роботизированной коробкой передач и облегчённым алюминиевым шасси.
- Передняя подвеска: независимая, пружинная, на двойных поперечных рычагах
- Задняя подвеска: независимая, пружинная, многорычажная
- Тормоза/диаметр дисков, мм: дисковые, вентилируемые/398 и 360
- Шины: 235/35 ZR20[1]

## Сервисные кампании
В начале сентября 2010 года компания Ferrari объявила об отзыве всех без исключения выпущенных экземпляров модели 458 Italia из-за опасности возгорания. Причиной масштабной сервисной кампании стал клей, крепящий элементы теплоизоляции к панелям моторного отсека автомобиля. При высокой температуре состав плавится и загорается, что и становится причиной воспламенения Ferrari 458 Italia. Уже произошло несколько возгораний машин в Великобритании, США, Франции и Швейцарии. Во время сервисной кампании клей для панелей теплозащиты заменяют заклёпками.

## Отзывы в прессе
Об автомобиле пресса отозвалась очень лестно — так, ведущий программы Top Gear (канал BBC, Великобритания) Джереми Кларксон сказал о его дебюте:
Единственный автомобиль, который я ждал в этом году